# مرسدس-بنز واریو ریسرچ کار
مرسدس-بنز واریو ریسرچ کار یک مطالعه مفهومی توسط دایملر-بنز در آن زمان بود که در سال ۱۹۹۵ و در نمایشگاه خودرو ژنو از آن رونمایی شد. هدف از طراحی این خودرو نشان دادن نوآوری‌های کنترل، طراحی و راحتی در خودروهای سواری بود.

## نوآوری‌ها
- بدنه‌های قابل تعویض: سدان، استیشن واگن، کانورتیبل و وانت روی یک شاسی که تبدیل از هر کدام به یکی دیگر تنها ۱۵ دقیقه طول می‌کشد.
- بدنه سبک و محکم از جنس پلاستیک تقویت شده با فیبر کربن (CFRP).
- تکنولوژی Drive-by-wire که در آن برای مثال، فرمان و ترمزها به صورت الکتریکی و بدون فرمان یا ترمز مکانیکی فعال می‌شوند.
- کنترل فعال بدن (ABC). عرضه در مرسدس-بنز کلاس-سی‌ال (سی۲۱۵).
- نمایشگر رنگی. عرضه در مرسدس-بنز کلاس-اس (دبلیو۲۲۰).
- کنترل چرخشی مرکزی برای اجرای عملکردهای الکترونیکی. عرضه در مرسدس-بنز کلاس-اس (دبلیو۲۲۱).